# Sainte-Catherine-de-Fierbois
Sainte-Catherine-de-Fierbois é uma comuna francesa na região administrativa do Centro, no departamento Indre-et-Loire. Estende-se por uma área de 15,4 km². Em 2010 a comuna tinha 779 habitantes (densidade: 50,6 hab./km²).